# 小行星1786
小行星1786（1786 Raahe）是一颗围绕太阳公转的小行星。1948年10月9日，海基·阿利科斯基在图尔库发现了此天体。
該小行星以芬蘭的城市拉赫命名。
这颗小行星的绝对星等为349.1616252855792等。